# Aletes (mijt)
Aletes is een geslacht van mijten uit de familie van de Halacaridae, die tot de orde Trombidiformes behoort.